# Martinus Scriblerus
The Memoirs of the Extraordinary Life, Works and Discoveries of Martinus Scriblerus, kortweg Martinus Scriblerus, is een satirische roman, die in 1714 collectief werd geschreven door John Arbuthnot, John Gay, Robert Harley, Thomas Parnell, Alexander Pope en Jonathan Swift.
Men kan de titel vertalen als De memoires van het buitengewone leven, werk en ontdekkingen van Maarten de Krabbelaar, waarbij de gelatiniseerde naam Martinus Scriblerus in het Engels Martin the Scribbler oplevert: een ironische verwijzing naar iemand die 'krabbelt', teksten zonder veel inhoud schrijft. De oorspronkelijke versie werd in latere jaren ietwat aangevuld; een editie verscheen in 1741, en in 1743 nogmaals in de werken van Alexander Pope. De opzet van Scriblerus was zuivere satire: door een zo dwaas mogelijk, pseudo-wetenschappelijk levensverhaal te publiceren, vielen de auteurs de dikwijls onwaarschijnlijke wetenschappelijke theorieën uit hun tijd aan. Martinus Scriblerus was zogezegd een groot geleerde, die door middel van zijn memoires zijn bijdrage aan de wetenschap leverde. Ook wilden de satirici een aantal anoniem verschenen teksten met twijfelachtige wetenschappelijke inhoud in naam van de grote Scriblerus opeisen. Het concept sloeg aan: reeds in 1754 werd het werk in het Nederlands vertaald.
Pope, Gay en consorten kwamen voor de samenstelling van hun Scriblerus wekelijks in een Londens koffiehuis samen, waar ze 'brainstormden' over mogelijke ideeën om diverse kwakzalvers uit die tijd belachelijk te maken. De grote populariteit die het werk in de achttiende eeuw genoot (ondanks de afkeuring van Samuel Johnson), berustte dan ook zeer sterk op het rationele Verlichtingsdenken en het dilettantisme van de zich ontwikkelende wetenschap; over van alles en nog wat werden de waanzinnigste theorieën gelanceerd, en dit bood voor satirici zeer dankbaar materiaal. Aanvankelijk beloofden de auteurs, die zich gaandeweg de Scriblerus Club hadden gedoopt, een vervolg op de verbazingwekkende memoires: dit is er nooit gekomen, maar veel van de plannen voor dit vervolg werden wel degelijk door Jonathan Swift gebruikt. Hij verwerkte ze uiteindelijk tot zijn Gullivers reizen.
De toon van het werk is buitengewoon witty: het staat bol van de gevatte toespelingen en dubbele bodems, maar doordat zeer veel van de aangehaalde personen die geridiculiseerd worden, inmiddels lang vergeten zijn, heeft het werk op dat gebied zijn actualiteitswaarde verloren. Desalniettemin kan men het ongetwijfeld als een scherpe satire op de stompzinnigheid in het algemeen beschouwen: door reductio ad absurdum wordt immers veel dwaasheid blootgelegd.

## Verhaal
Martinus is in Münster verwekt volgens de regels van de antieke oudheid. Zijn vader, de grote Dr. Cornelius Scriblerus, verbiedt zijn vrouw gedurende een jaar, in overeenstemming met Galenus, iets anders dan geitenmelk en honing te nuttigen. Zijn vrouw krijgt weliswaar een miskraam, maar het is gelukkig slechts een meisje, dat hij dan ook zorgvuldig op sterk water zet en opbergt. Omdat Aristoteles gezegd heeft dat de wind uit het westen moet komen om een goed kind te verwekken, houdt hij zich eraan. En ziedaar: zijn vrouw wordt zwanger. De foetus krijgt elk etmaal orkestmuziek te horen en wordt op astrologisch verantwoorde wijze geboren. Naar verluidt kan hij, wanneer hij één dag oud is, reeds negen verschillende dieren nabootsen en converseert hij met uilen. Dr. Cornelius is blij, want het doet hem aan de geboorte van Homerus denken. De pasgeborene wordt aan een nauwgezet onderzoek onderworpen: de wrat, knobbels, scheve nek en het ene been dat korter is dan het andere zijn bijzonder gunstige tekenen, want gedeeld door grote redenaars uit de Oudheid. Vader Cornelius hoopt vurig dat zijn zoon zal stotteren zoals Demosthenes, en met zijn oren kan wiebelen, zoals de Oude Grieken. Cornelius zal zijn zoon alle bergen en vulkanen ter wereld tonen!
Omdat Hercules een schild had als wieg, legt Cornelius zijn zoon op een antiek artefact waarop hij heel trots is: „Aanschouw die roest!“. Hij stelt zijn zoon op het schild tentoon; met een klap valt het schild echter ter aarde. Vader Cornelius is zwaar aangeslagen: zijn dierbare schild, roekeloos op de grond gegooid, is op misdadige wijze door de dienstmeid schoongemaakt.
De jonge Martinus moet antiek verantwoorde voedingsstoffen toegediend krijgen: dat de zoogster vlees zou eten, is uit den boze. De boreling is nogal slapjes en zwak, ondanks de Spartaanse bloedsoep die vader hem laat eten; hij vermoedt sterk dat de zoogster heimelijk vlees verorbert. Tijdens zijn opvoeding neemt vader Martinus mee naar poppenkasten om tijd te besparen, en vraagt hem vervolgens uit over alle dieren en creaturen die hij te zien kreeg. Wiskunde leert hij als vanzelf: telkens wanneer hij zijn boterhammen snijdt, resulteert dit in prachtige geometrische figuren! De jongen is onmiskenbaar een genie. Martinus speelt enkel spelletjes die de antieken speelden, waaronder een behendige zakkenroltechniek, die hij zijn hele leven lang zal blijven perfectioneren. Wanneer Martinus een botbreuk oploopt, bindt zijn vader een twijg rond de zere plek en spreekt de geëigende toverformule. Tot zijn verwondering werkt het niet.
Cornelius weet dat de beste hardlopers, zoals bewezen door Plinius, hun milt hebben laten uitbranden; hij wil het meteen bij zijn zoon laten doen. Zijn broer Albertus vertelt hem echter dat honden bij wie de milt verwijderd is, hitsig worden. Vermits Cornelius het lichaam van zijn zoon niet op zijn geest wil laten primeren, ziet hij van het plan af. Een dispuut over muziek ontstaat: Cornelius zal Albertus bewijzen dat de muziek der antieken oneindig veel betoverender dan de moderne muziek is. Hij gaat bijna naakt op een balkon staan en speelt op een lier. Een mensenmassa stroomt toe en begint uitbundig te lachen en te dansen. Cornelius' punt is bewezen.
Martinus krijgt onderricht in de logica, hetgeen tot veertien belangrijke levensvragen leidt, zoals de kwestie of God liever potentiële engelen dan reële vliegen ziet, of engelen 's ochtends een scherper zicht hebben. In samenspraak met Conradus Crambe bereikt men een consensus over het ongelukkige lot van de existentiële werkwoordsvorm. Conradus komt in conflict met Cornelius, omdat hij beweert dat Hippocrates' opinie over het darmkanaal niet met de anatomische werkelijkheid strookt. Martinus en Crambe nemen de proef op de som met het lijk van een misdadiger; dit wordt verkeerdelijk geïnterpreteerd als moord.
De auteurs maken duidelijk dat Martinus ook een geniaal teksteditor was: talloze uitgaven van antieke werken van zijn hand, en ook van de Dunciad (een epos van Pope), werden verkeerdelijk aan anderen toegeschreven.
Martinus bedenkt ingenieuze geneeskundige en anatomische remedies tegen talloze aandoeningen zoals vleierij, verliefdheid en overdreven lachbuien. Voorts doet hij onderzoek naar de locatie van de ziel.
Vader Cornelius poogt op een historisch verantwoorde wijze dood te gaan en leert zichzelf de correcte hoest aan. Hij somt alle voorwaarden op die volgens de antieken vereist zijn om op sterven te liggen en doet zijn best eraan te voldoen. Martinus en Crambe besluiten hun tijd nuttig te besteden; ze verlaten het huis waar vader op sterven ligt en vragen op de hoogte te worden gesteld van zijn laatste woorden. Nadat beiden nog een groot literair meesterwerk hebben geschreven, worden Cornelius' laatste woorden aan hen medegedeeld: „Andersom“.
Martinus ontmoet mijnheer Randall, eigenaar van een theater. Via hem leert hij zijn Grote Liefde kennen: ze heet Lindamira. Er treedt echter een belangrijke complicatie op, want Lindamira hangt vast aan Indamora, haar siamese tweelinghelft. Indamora blijkt op haar beurt op Martinus verliefd te worden. Martinus schaakt Lindamira, maar het vervelende is dat hij Indamora erbij krijgt. Hij huwt met Lindamira.
Er ontstaan gerechtelijke verwikkelingen: heeft Martinus Indamora nu in feite niet aangerand door het bed met Lindamira te delen? De rechtbank beslist, na lange pleidooien, dat het hier een dubbelhuwelijk betreft en ontbindt het. Martinus, diep teleurgesteld, trekt zich terug. De auteurs kondigen aan dat ze zijn uitgebreide reisverslagen zullen publiceren.
In een laatste hoofdstuk worden de belangrijkste verwezenlijkingen tot nog toe van Scriblerus opgesomd. Daaronder: praktische toepassingen van de lichtsnelheid, getijdentabellen voor kometen in aantocht en een project voor onderwerping van de bevolking van de maan. Het moet worden opgemerkt dat Scriblerus, toen hij Engeland verliet, veel van zijn geniaalste geschriften uit ongenoegen in de beerput smeet, maar gelukkiglijk hebben naarstige schrijvers uit de hofentourage het merendeel opgevist. Nu vormen die geschriften dikwijls het beste uit hun œuvre.